# Saodat Ismailova
Saodat Ismailova (in cirillico Саодат Исмаилова; Tashkent, 1981) è un'artista, sceneggiatrice e regista uzbeka.

## Biografia

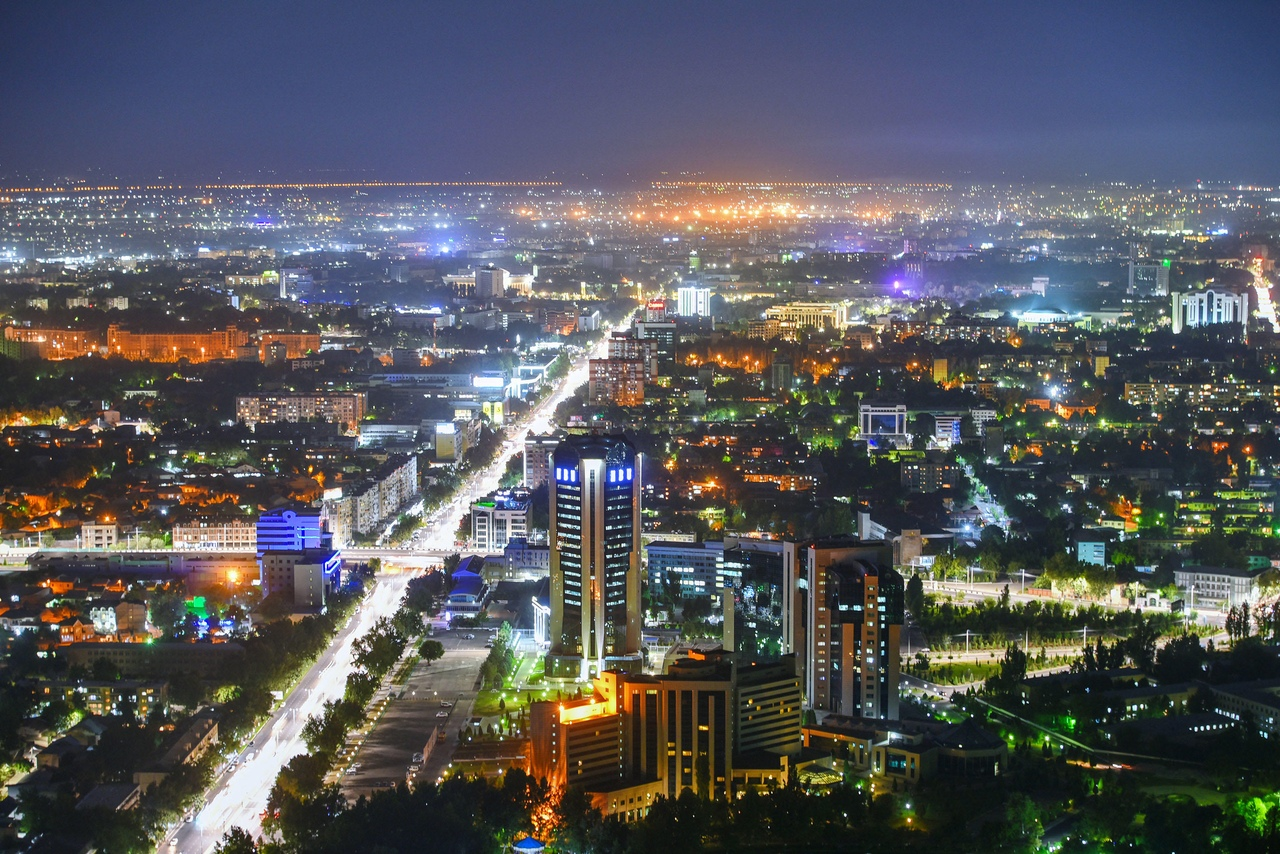
Una visuale di Tashkent, città in cui è nata e cresciuta l'artista, spesso fonte di ispirazione per le sue opere

Ismailova è nata nell'Uzbekistan sovietico nel 1981 e si è diplomata in ambito cinematografico presso l'Istituto d'Arte Statale di Tashkent. Nel 1999 ha vinto il Grand Prix al Tashkent Student Film Festival. Nel 2002 è stata ospitata nella residenza artistica di Fabrica, centro di ricerca sulla comunicazione di Treviso. Nel 2005 è stata invitata a Berlino come artista in residenza presso il programma DAAD. Ismailova ha realizzato numerosi cortometraggi e documentari, partecipando a festival cinematografici internazionali, ottenendo riconoscimenti in particolare per il documentario Aral: Fishing in an Invisible Sea. In seguito ha studiato sceneggiatura e regia presso il Sundance Institute di Robert Redford.
Nel 2008 ha fondato la compagnia di produzione MAP per lo sviluppo del cinema emergente dell'Asia centrale. Nel 2011 ha partecipato allo Script&Pitch del TorinoFilmLab con la sceneggiatura del suo futuro secondo film Barzagh. Nel 2013 è stato distribuito il primo lungometraggio Chilla (40 Days of Silence) e si è fatta notare alla Biennale di Venezia con la sua prima videoinstallazione Zukhra presso il Padiglione dell'Asia Centrale. Dal 2015 al 2017 Ismailova ha studiato a Lilla presso Le Fresnoy, studio nazionale francese d'arte contemporanea. Dal 2017 ha esibito il suo lavoro in mostre collettive e solitarie, come il Centro per l'Arte Contemporanea di Tromsø (con l'opera The Haunted, dedicata alla tigre del Caspio in via d'estinzione) e il Musée du quai Branly di Parigi e la Brooklyn Academy of Music di New York (con il progetto interdisciplinare Qyrg Qyz). Presso il Centre for Contemporary Arts di Tashkent ha inaugurato la mostra personale Qo’r’on Chiroq. Nel 2022 il suo lavoro è stato incluso nella mostra tematica Il latte dei sogni nell'ambito della 59ª Biennale di Venezia con la videoinstallazione Chillahona, opera video a tre canali girata a Tashkent. Sue opere sono ospitate nelle collezioni dello Stedelijk Museum di Amsterdam e del Centre Pompidou.

## Accoglienza e riconoscimenti
(Liv Cuniberti)
Nel 2004 Aral: Fishing in an Invisible Sea ha vinto come "Miglior documentario" al Torino Film Festival. Nel 2014, il suo primo film Chilla (40 Days of Silence) è stato candidato come "Miglior film d'esordio" al Festival del Cinema di Berlino e ha ottenuto altri riconoscimenti internazionali. 
Nel 2022 ha vinto il premio Eye Art & Film, motivato dal suo talento che intercetta le arti cinematografiche e visuali. La giuria internazionale ha definito i suoi film e le sue installazioni «nuovi» («refreshing»), «urgenti» e «bilanciati» e ha dichiarato che l'artista «crea uno spazio quasi spirituale al di là delle immagini e delle colonne sonore».